# 남자는 괴로워 15 - 토라, 여가수를 다시 만나다
남자는 괴로워 15 - 토라, 여가수를 다시 만나다(男はつらいよ 寅次郞相合い傘: Tora-san's Rise And Fall)는 일본에서 제작된 야마다 요지 감독의 1975년 코미디 영화이다. 아츠미 키요시 등이 주연으로 출연하였다.

## 출연

### 주연
- 아츠미 키요시
- 바이쇼 치에코

### 조연
- 아사오카 루리코
- 후나코시 에이지
- 마에다 긴
- 시모조 마사미
- 미사키 치에코
- 다자이 히사오
- 류 치슈

## 제작진
- 미술: 사토 키미노부